# هاله شبنم

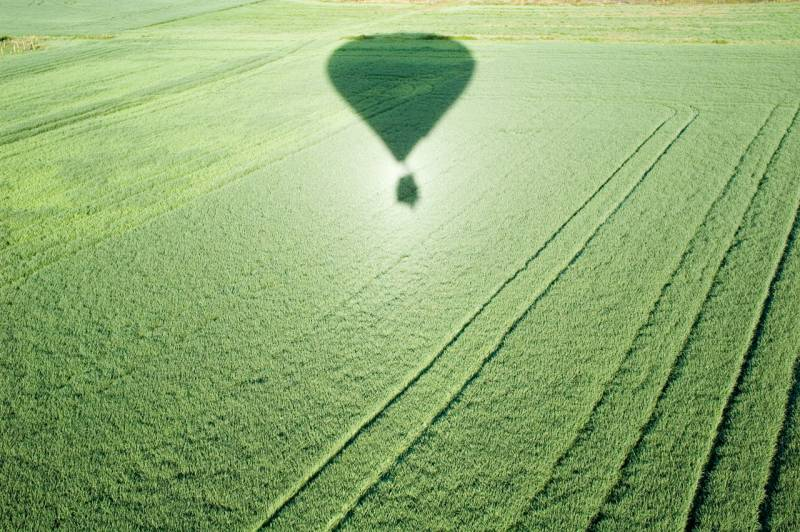
هاله شبنم، یا نقطه‌داغ، در اطراف سایه یک بالن هوای گرم بر روی مزرعه ای از محصولات ایستاده (آکسفوردشر، انگلستان)

هاله شبنم (به انگلیسی: Heiligenschein)، یک پدیده دیداری است که در آن یک لکه روشن در اطراف سایه سر بیننده در حضور شبنم ظاهر می‌شود. در تصویرسنجی و دورسنجی، بیشتر به‌عنوان نقطه‌داغ شناخته می‌شود. همچنین گاهی به‌عنوان هاله سلینی به نام هنرمند و نویسنده ایتالیایی بن‌ونوتو چلینی (۱۵۰۰–۱۵۷۱) که این پدیده را در خاطرات خود در سال ۱۵۶۲ توصیف کرده است، شناخته می‌شود.
قطرات شبنم تقریباً کروی به‌عنوان عدسی عمل می‌کنند تا نور را روی سطح پشت خود متمرکز کنند. هنگامی که این نور از آن سطح پراکنده یا بازتاب می‌شود، همان عدسی دوباره آن نور را به سمتی که از آن آمده است پس‌بازتابگر می‌کند. این پیکربندی شبیه به بازتابنده چشم گربه ای است. با این حال، بازتابنده چشم گربه ای به ضریب شکست حدود ۲ نیاز دارد، در حالی که آب دارای ضریب شکست بسیار کمتری است که تقریباً ۱٫۳۳ است. این بدان معناست که قطرات آب، نور را در حدود ۲۰ تا ۵۰ درصد قطر فراتر از سطح پشتی قطره متمرکز می‌کند. هنگامی که قطرات شبنم روی کرک‌ها تقریباً در این فاصله از سطح یک گیاه معلق می‌شوند، ترکیب قطره و گیاه به عنوان یک بازتاب دهنده عمل می‌کند. هر سطح بازتابی در اطراف نقطه پادخورشیدی روشن‌ترین سطح را دارد.
موج پادگری توسط ذرات دیگر غیر از آب و شکوه در بخار آب اثرات مشابهی هستند که توسط عملکردهای مختلف ایجاد می‌شوند.

## نگارخانه

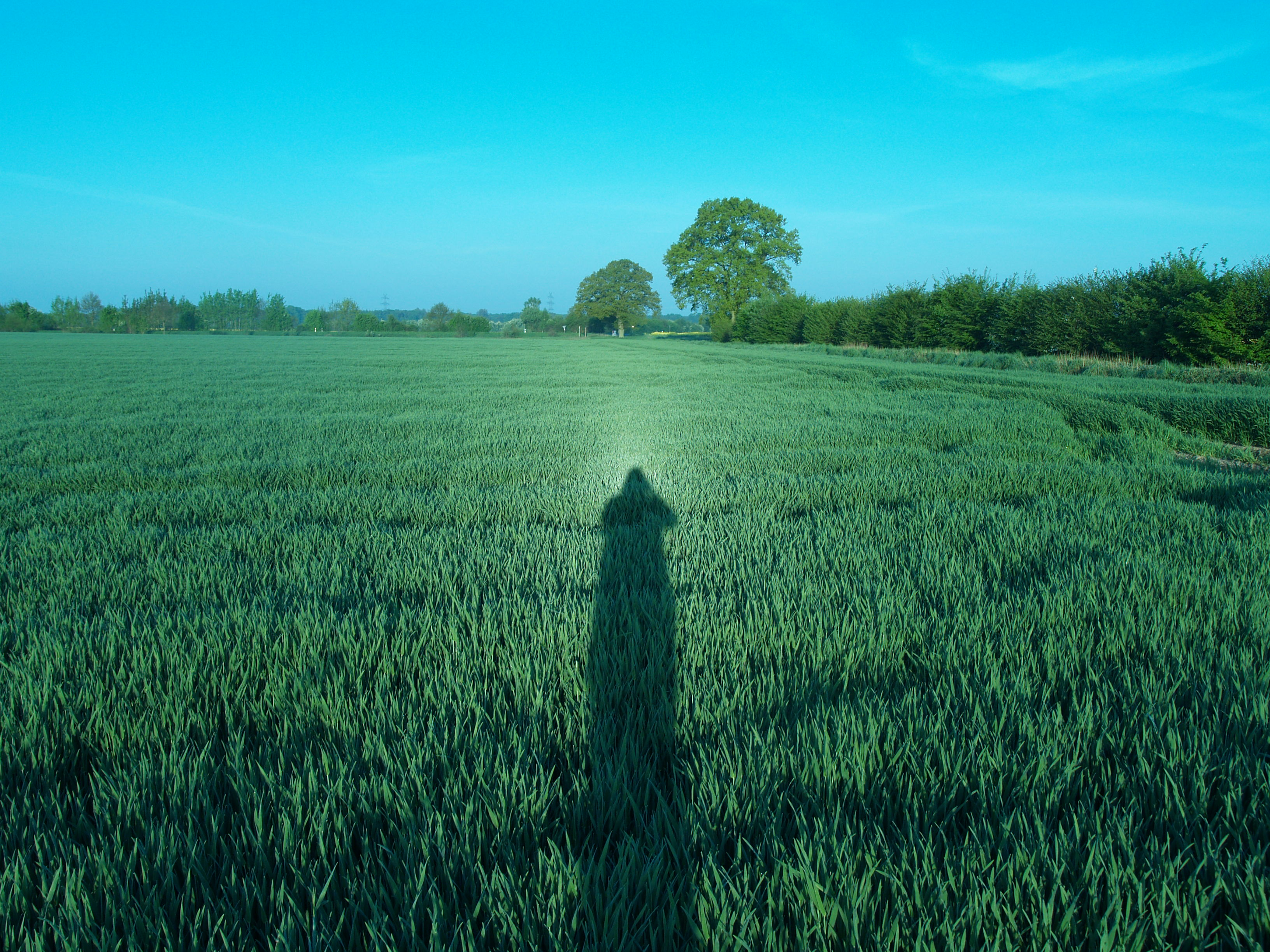
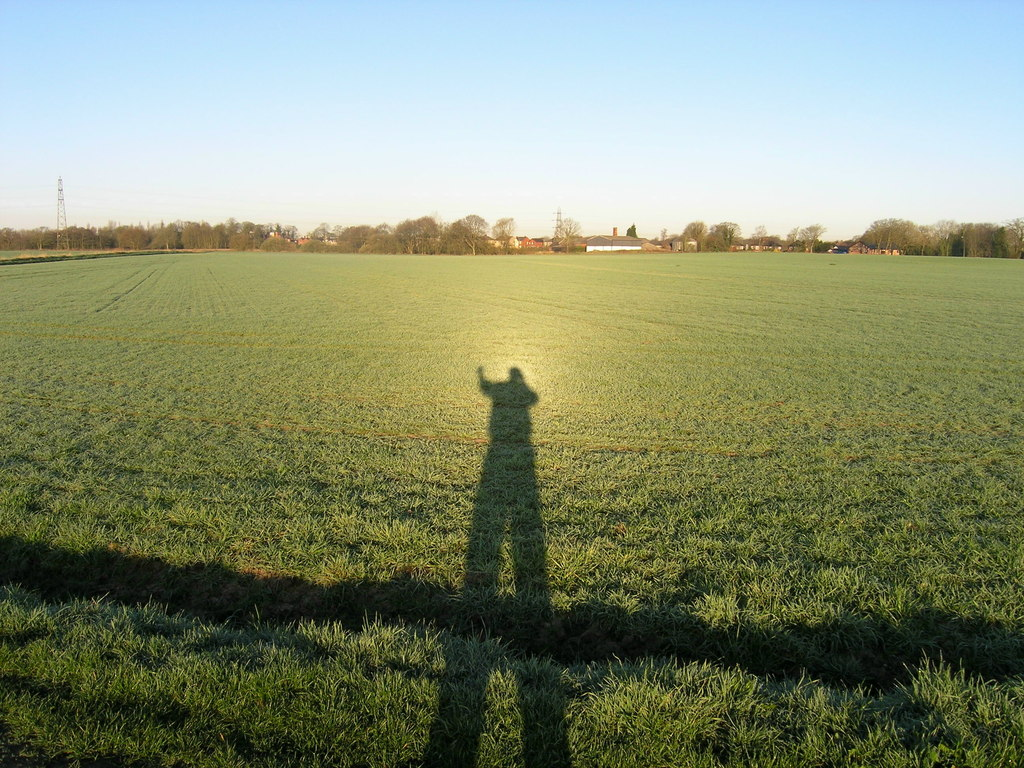
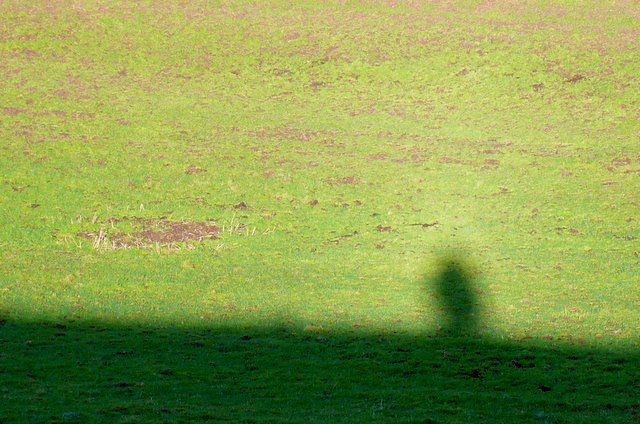
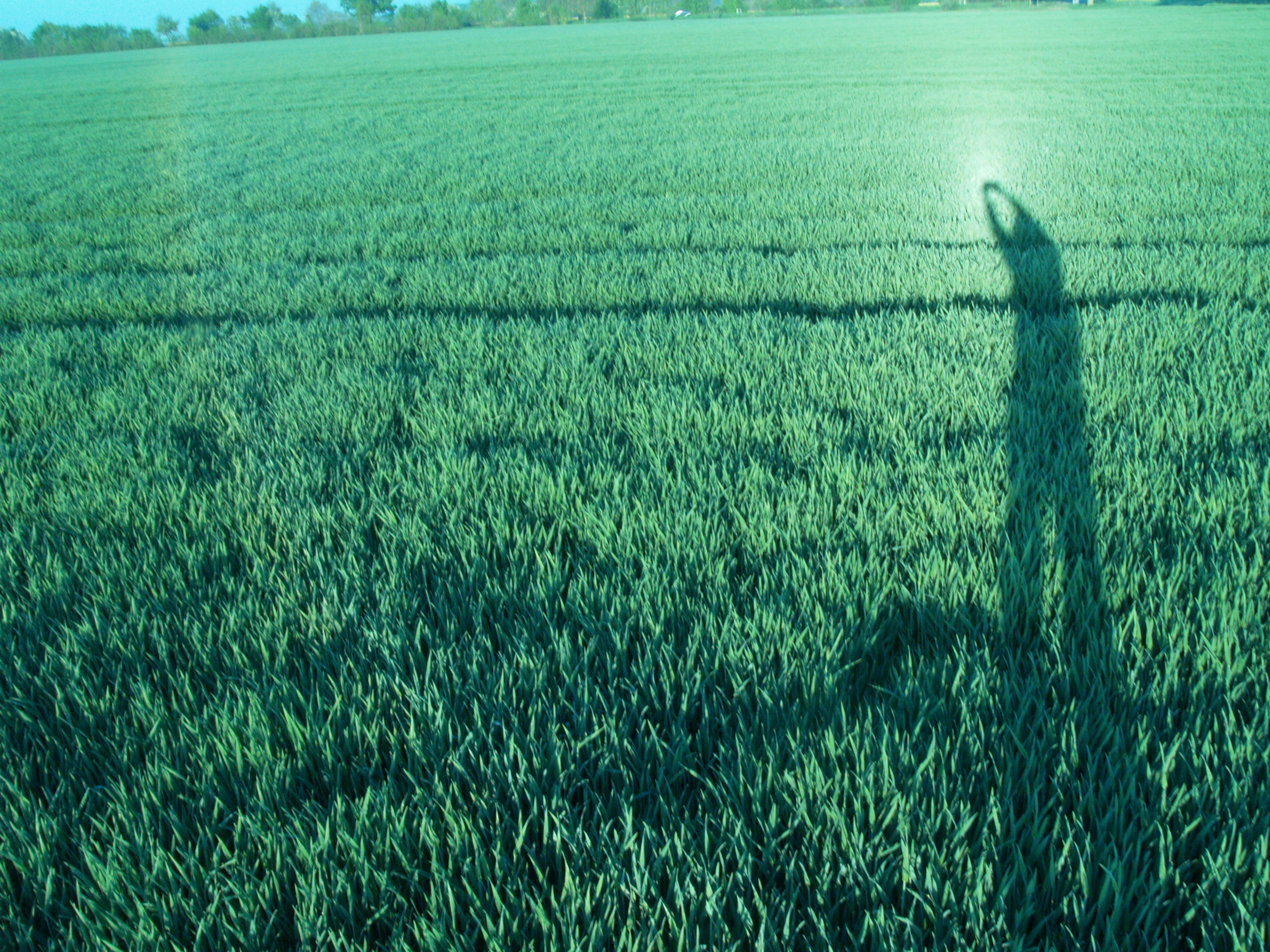
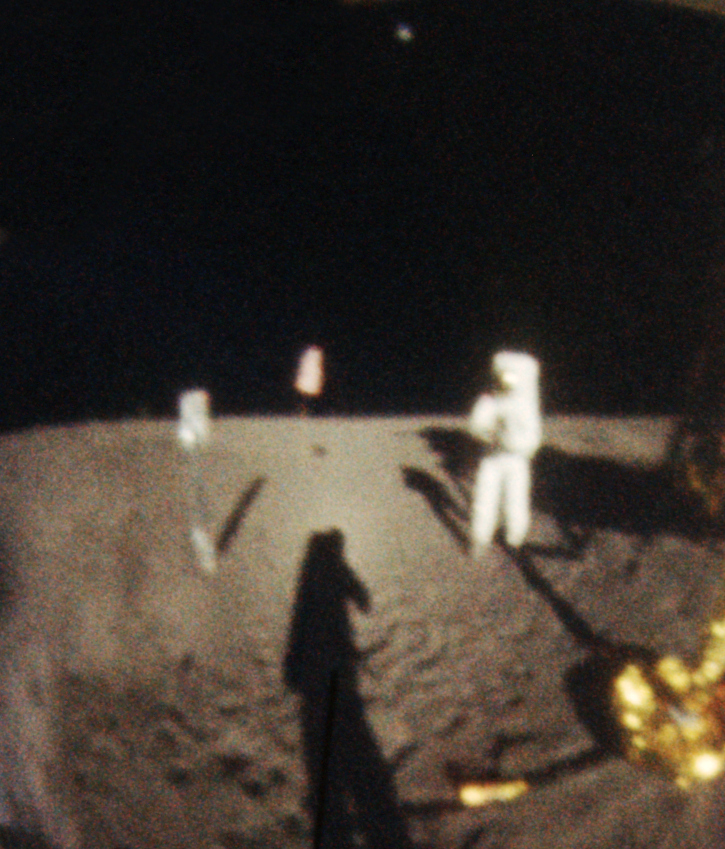
موج پادگری بر سطح ماه